# Sabella scoparia
Sabella scoparia är en ringmaskart som beskrevs av Grube 1870. Sabella scoparia ingår i släktet Sabella och familjen Sabellidae. Inga underarter finns listade i Catalogue of Life.